# Famille de Courcy
 (novembre 2021).
La mise en forme du texte ne suit pas les recommandations de Wikipédia : il faut le « wikifier ».
Les points d'amélioration suivants sont les cas les plus fréquents. Le détail des points à revoir est peut-être précisé sur la page de discussion.
- Les titres sont pré-formatés par le logiciel. Ils ne sont ni en capitales, ni en gras.
- Le texte ne doit pas être écrit en capitales (les noms de famille non plus), ni en gras, ni en italique, ni en « petit »…
- Le gras n'est utilisé que pour surligner le titre de l'article dans l'introduction, une seule fois.
- L'italique est rarement utilisé : mots en langue étrangère, titres d'œuvres, noms de bateaux, etc.
- Les citations ne sont pas en italique mais en corps de texte normal. Elles sont entourées par des guillemets français : « et ».
- Les listes à puces sont à éviter, des paragraphes rédigés étant largement préférés. Les tableaux sont à réserver à la présentation de données structurées (résultats, etc.).
- Les appels de note de bas de page (petits chiffres en exposant, introduits par l'outil «  Source ») sont à placer entre la fin de phrase et le point final[comme ça].
- Les liens internes (vers d'autres articles de Wikipédia) sont à choisir avec parcimonie. Créez des liens vers des articles approfondissant le sujet. Les termes génériques sans rapport avec le sujet sont à éviter, ainsi que les répétitions de liens vers un même terme.
- Les liens externes sont à placer uniquement dans une section « Liens externes », à la fin de l'article. Ces liens sont à choisir avec parcimonie suivant les règles définies. Si un lien sert de source à l'article, son insertion dans le texte est à faire par les notes de bas de page.
- La présentation des références doit suivre les conventions bibliographiques. Il est recommandé d'utiliser les modèles {{Ouvrage}}, {{Chapitre}}, {{Article}}, {{Lien web}} et/ou {{Bibliographie}}. Le mode d'édition visuel peut mettre en forme automatiquement les références.
- Insérer une infobox (cadre d'informations à droite) n'est pas obligatoire pour parachever la mise en page.

Pour une aide détaillée, merci de consulter Aide:Wikification.
Si vous pensez que ces points ont été résolus, vous pouvez retirer ce bandeau et améliorer la mise en forme d'un autre article.
Pour les articles homonymes, voir Courcy et Familles de Courcy.
La famille de Courcy est une famille de barons féodaux normands dont le premier auteur connu, Robert de Courcy, fut au XIe siècle à l'origine du château de Courcy dans le Calvados.
Richard de Courcy, passé en Angleterre en 1066 à la suite de Guillaume le Conquérant, fut l'auteur de la branche des barons de Kinsale en Irlande, éteinte au XVIIIe siècle. Elle donna entre autres John de Courcy, conquérant de l'Ulster au XIIe siècle et le poète, Jean de Courcy au XVe siècle. On rattache sans preuves de filiation à cette famille Kenneth Hugh de Courcy (1909-1999), rédacteur en chef de la newsletter Intelligence Digest.

## Histoire

### La filiation certaine
Bernard Chérin, généalogiste des Ordres du roi écrit qu’on connait « un grand nombre de sujets du nom de Courcy qui ont vécu dans les XIe, XIIe et XIIIe siècles, mais que sa filiation « est certaine depuis Richard de Courcy, chevalier, sire de Courcy, qui servit dans les armées des rois Jean et Charles V depuis 1358 ».
Henri Jougla de Morenas dans le Grand Armorial de France donne également comme premier auteur de la filiation suivie de la famille de Courcy Richard, chevalier, sire de Courcy, mentionné en 1358. L'historien François Bluche dans Les honneurs de la Cour donne également pour la famille de Courcy une filiation prouvée remontant à 1358.
Au XVe siècle, la famille française de Courcy donna trois branches. L'aînée s'éteignit en 1438, la seconde, reconnu noble en 1463 et maintenue noble en 1666, posséda la seigneurie de Magny-la-Campagne près de Falaise dans le Calvados et la troisième, maintenue noble en 1666, les seigneuries du Plessis-Bouclon et de Ferrières-Haut-Clocher dans Eure. De cette dernière se détacha le rameau naturel des seigneurs des Brosses et d'Englesqueville maintenu noble en 1669.
Selon Étienne Pattou et le site Racines & Histoire, la branche de Kingsale passée en Irlande s'est éteinte au XVIIIe siècle et les branches de Magny et de Ferrières se sont éteintes au XIXe siècle.

### Les premiers sires de Courcy

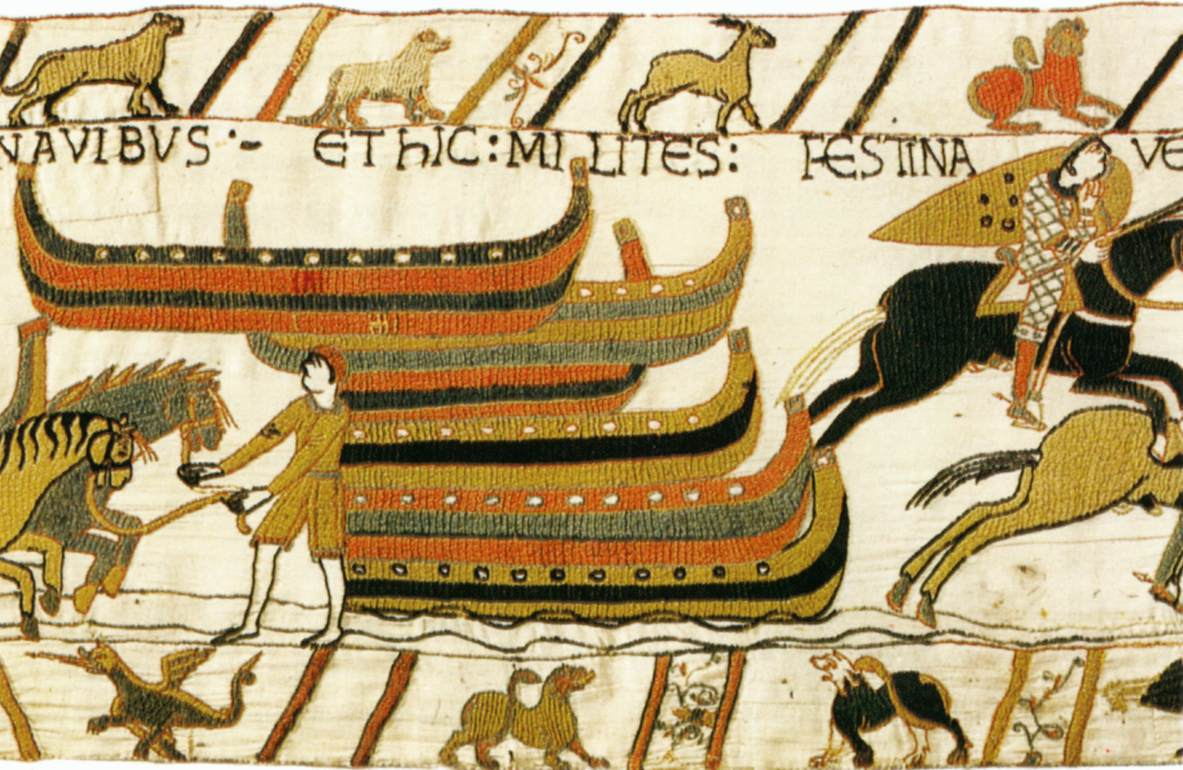
Tapisserie de Bayeux, les bateaux de la Conquête.

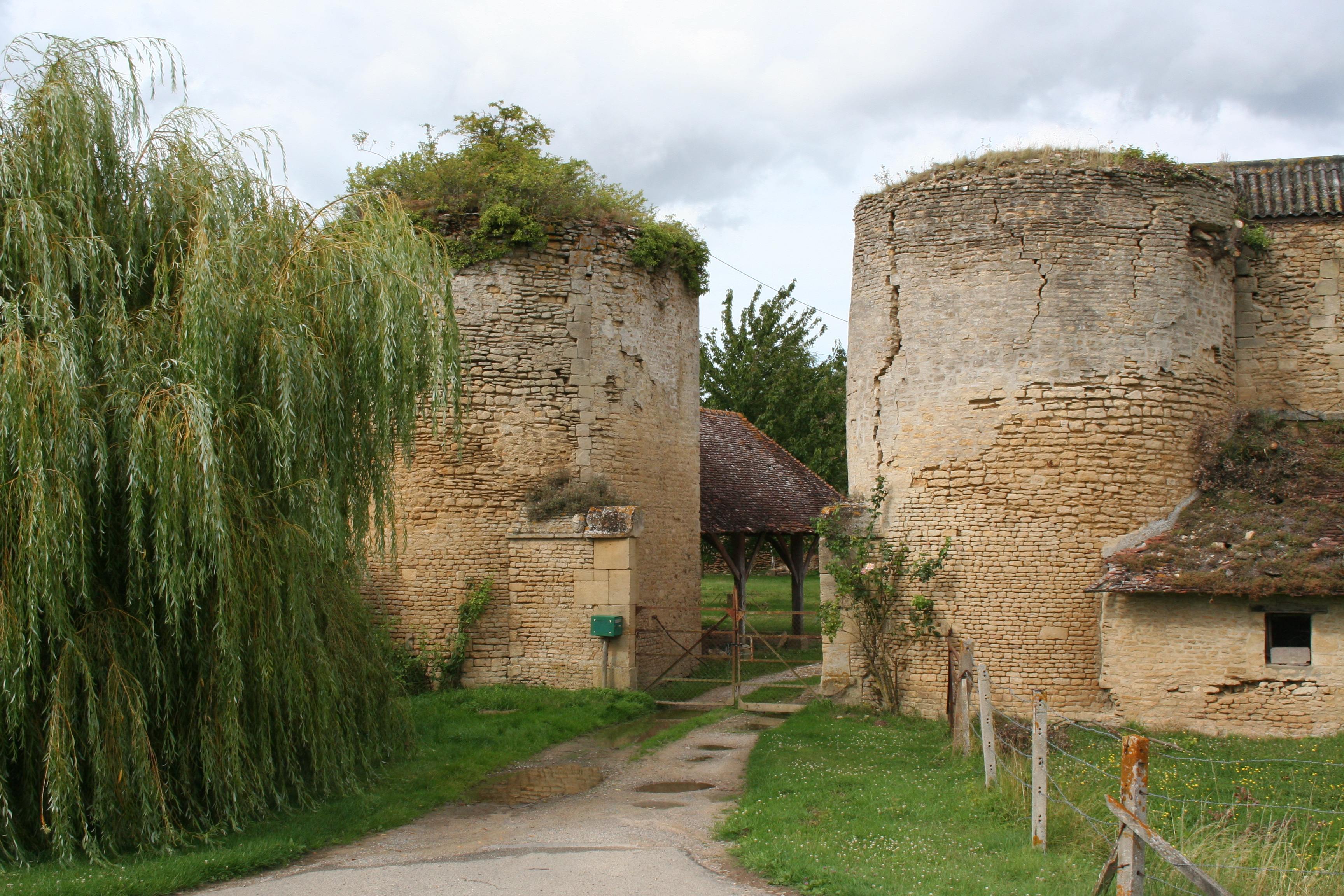
Château de Courcy, l'entrée.

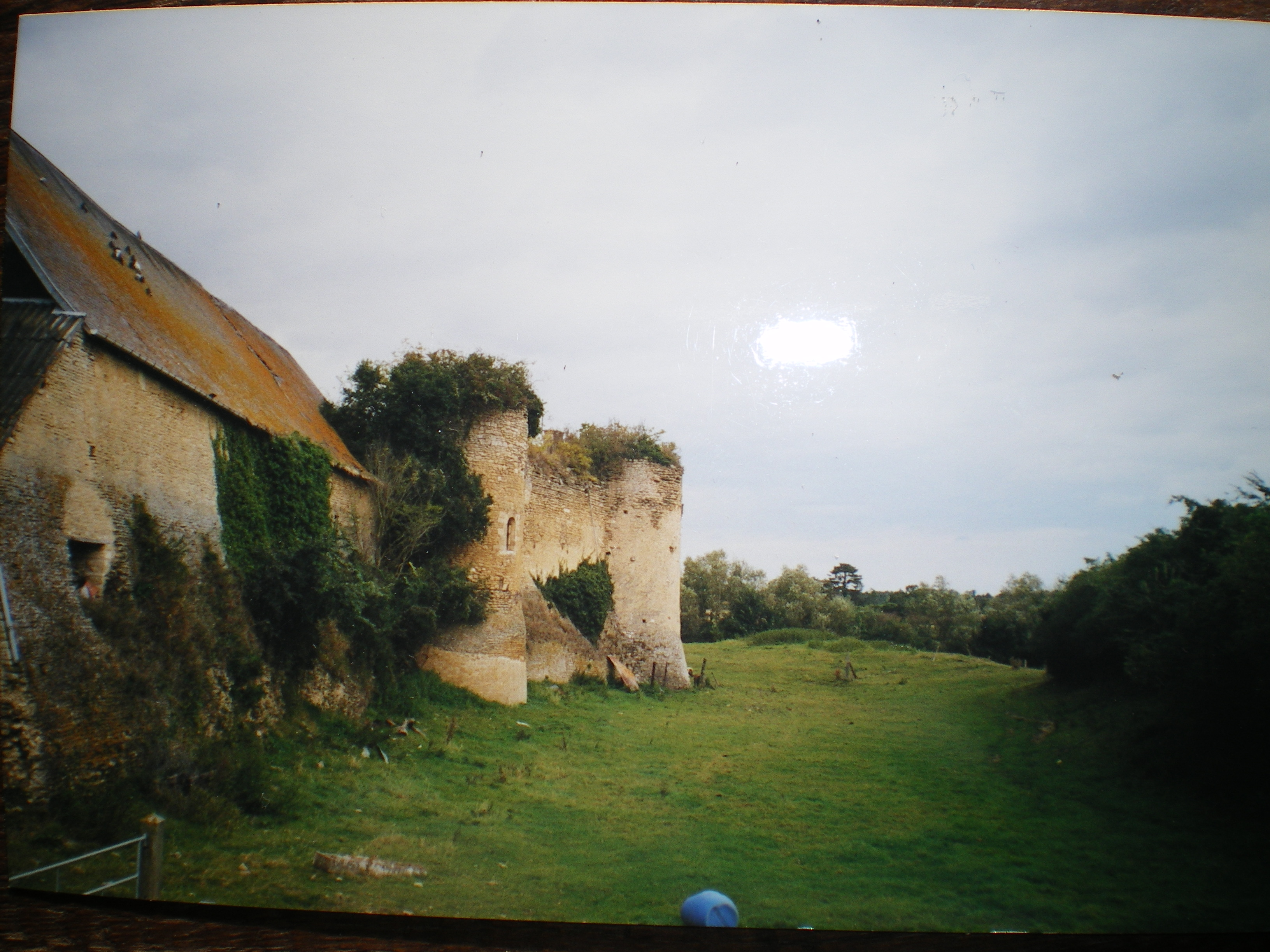
Château de Courcy, muraille est.

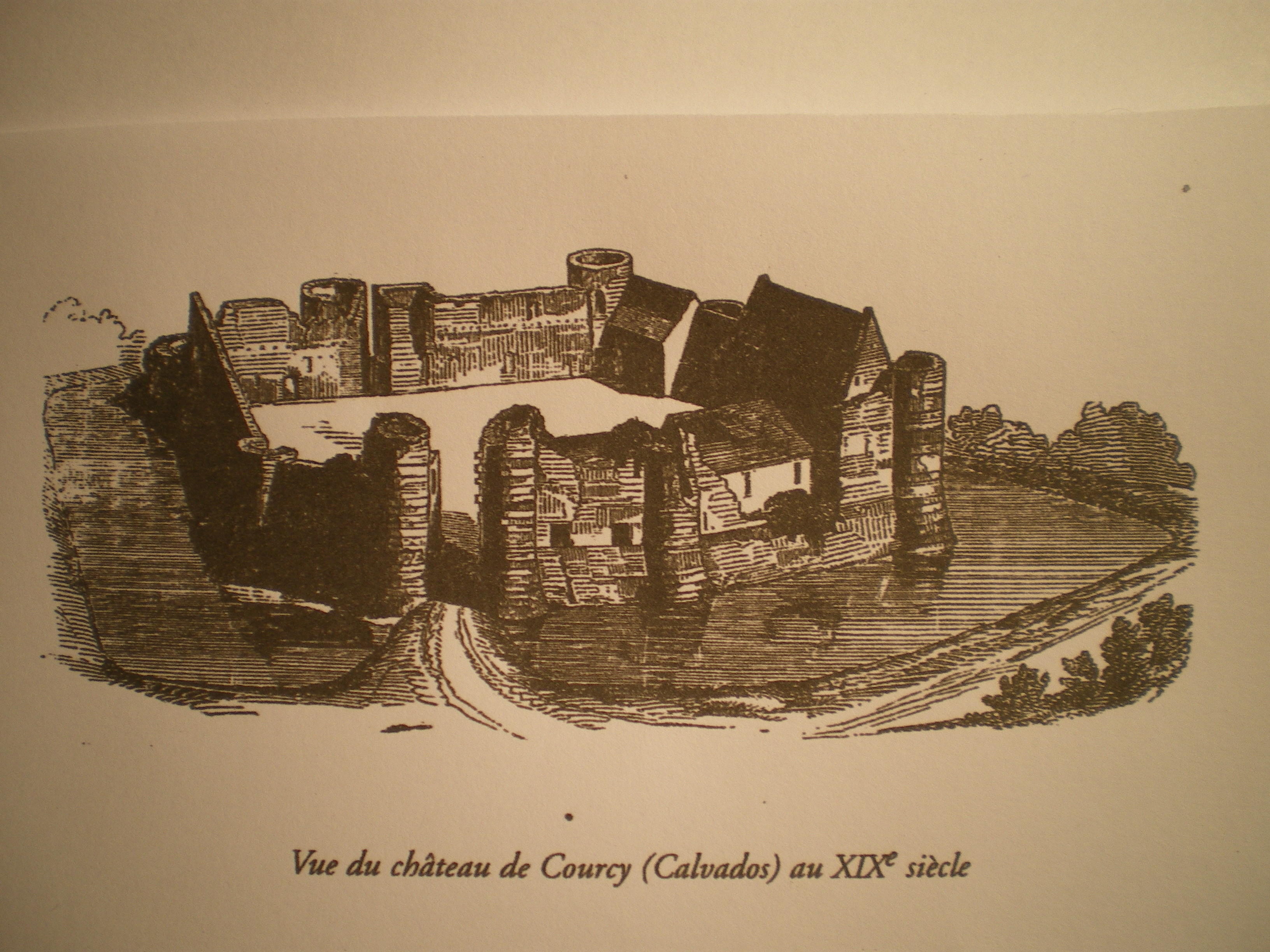
Le château de Courcy vers 1850.

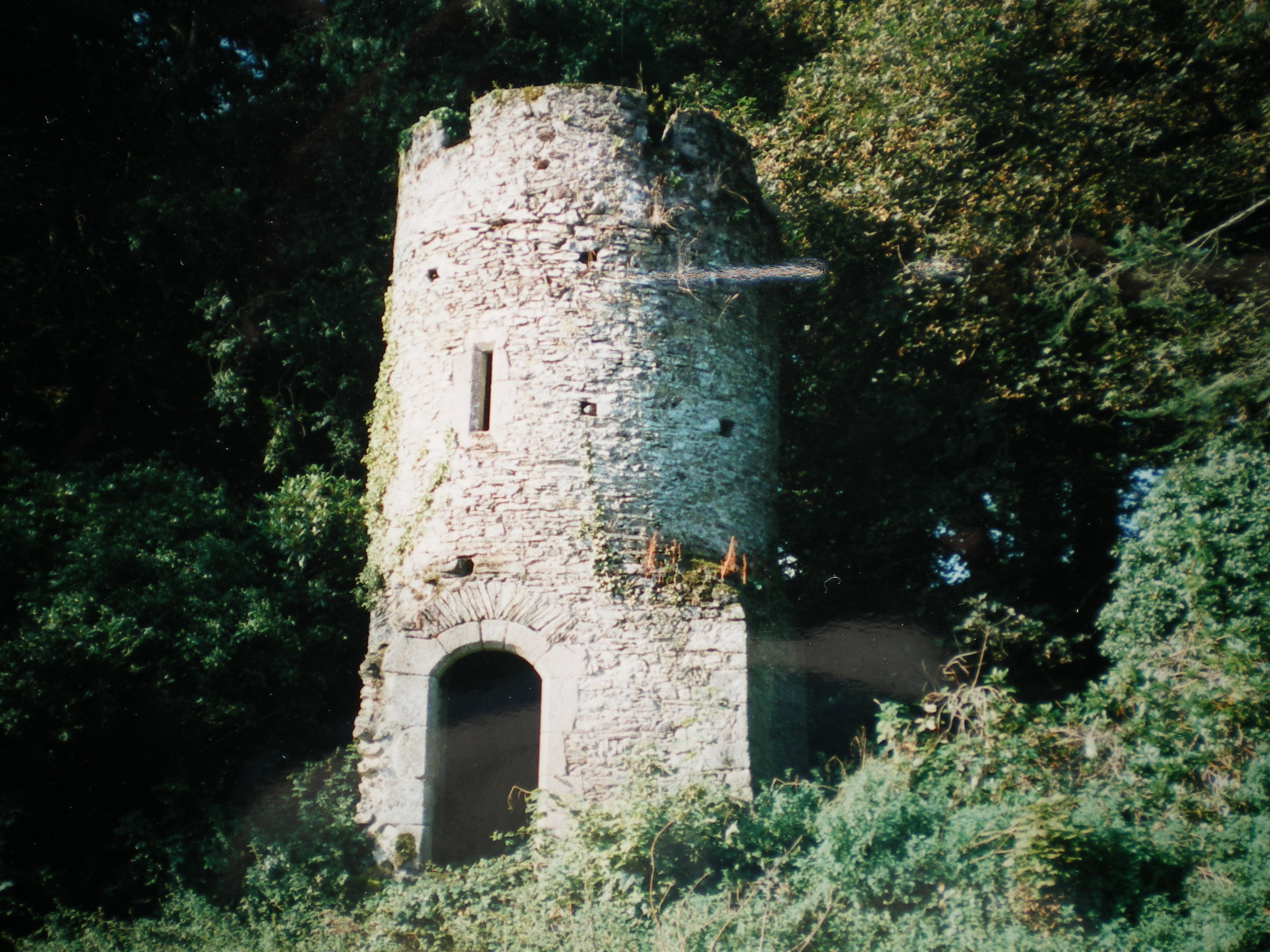
Tour du château de Gonneville

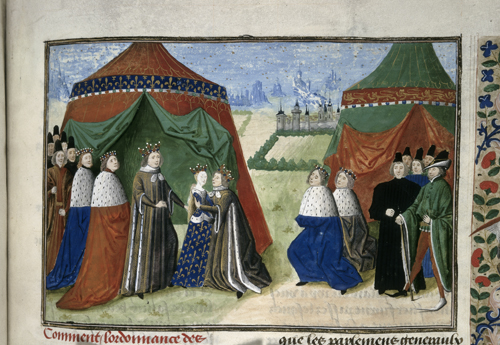
Présentation d'Isabelle à. Chroniques de Froissart, Harley 4380, f. 89. The British Library.

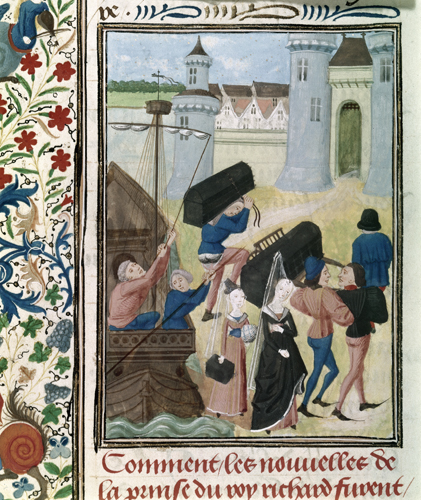
La dame de Courcy arrive à Boulogne. Chroniques de Froissart, Harley 4380, f. 189v. The British Library.

Selon certains auteurs, la famille de Courcy est issue de Baudry le Teuton. Au XIIe siècle le moine et historien Orderic Vital écrit que Baudry le Teuton, qui était venu en Normandie pour y servir le duc (Richard II), épousa une nièce de Gilbert de Brionne (selon P. Champy, compte tenu de la chronologie, ce serait une sœur). Il eut plusieurs filles et six fils dont Robert de Courcy, à l'origine du château de Courcy dont il prit le nom et qui fut le père de Richard, sire de Courcy, un des barons normands qui en 1066, accompagnèrent Guillaume le Conquérant dans sa conquête de l’Angleterre.
Richard de Courcy fut récompensé par des possessions en Angleterre à Nuneham et Sarsden dans l'Oxfordshire. Le duc lui confia diverses missions d'arbitre et de justicier. Il apparaît comme un des seigneurs qui signèrent comme témoins la charte de fondation de l'abbaye Saint-Étienne de Caen, fondée par Guillaume le Conquérant. Au XIIe siècle, le poète Wace dans sa chronique le Roman de Rou le qualifie de « sénéchal ».
De Richard sont issus Guillaume (William), tige des Courcy anglais et dapifer, du roi Henri Ier, et Robert II, qui hérite de la baronnie et épouse une fille d'Hugues de Grentemesnil, vieil ami et allié de la famille. Les Grentemesnil furent fort utiles aux Courcy lors du siège mémorable du château de ces derniers par Robert Courteheuse en 1091. Robert II participe à la première croisade aux côtés du duc Robert, avec qui il s'était réconcilié, en 1096. Lui succède après 1110 son fils aîné, Robert III, habile manœuvrier, qui prend parti pour Henri Ier contre le jeune Guillaume Cliton, fils de Robert Courteheuse, qui lui conteste le trône. Il combat aux côtés du duc-roi à Brémule en 1119 contre Louis VI le Gros venu soutenir le jeune Guillaume et est un des rares prisonniers côté anglo-normand. Libéré, il est récompensé de son soutien en obtenant l'important poste de sénéchal de Normandie. Puis, après la mort d'Henri Ier, il louvoie entre Étienne de Blois et Geoffroy Plantagenêt avant d'arbitrer en faveur de ce dernier, ce qui lui vaut d'être à nouveau sénéchal de Normandie sous Geoffroy et confirmé dans cette place par Henri II. Marjorie Chibnall et Charles Haskins voient même en lui le justicier du royaume. Les deux fonctions, souvent exercées par la même personne, faisaient de leur titulaire le chef de l'administration. Comme les sénéchaux de Normandie étaient généralement au nombre de deux, ils ne suivaient pas nécessairement le duc-roi dans tous ses déplacements, et l'un pouvait rester en arrière pour gouverner seul la province que le souverain avait quittée, ce qui renforçait encore son rôle.
Robert III meurt autour de 1158 et c'est son cousin germain, Guillaume Ier, qui lui succède comme baron de Courcy. Par sa première épouse, une Tancarville, dont le chef de famille a le titre de chambellan héréditaire de Normandie, il hérite en outre de la baronnie ou honneur d'Écajeul. Sa seconde épouse est une de L'Aigle, autre famille de compagnons de Guillaume. Une sorte d'hérédité des charges semble s'être installée puisqu'on le retrouve justicier et sénéchal de Normandie du roi Henri II, jusqu'à sa mort en 1176.
Son fils Robert IV aura un choix à faire après la réunion de la Normandie à la France en 1204 : s'il optait pour l'Angleterre, il perdait ses possessions françaises ; un choix vite fait car le gros des terres de la famille outre-Manche était déjà entre les mains de la branche anglaise descendant de William. Après son ralliement, Philippe Auguste le nomme chevalier banneret en 1208.
Lui succède Richard II, toujours baron de Courcy mais dont la baronnie d'Écajeul lui est contestée et va peu à peu lui échapper malgré un jugement en sa faveur de la cour de l'Échiquier en 1237. Il semble que le roi ait profité d'une garde noble pour soustraire cette baronnie aux Courcy. Richard II a épousé une Mabille, que l'abbé Simon pense à juste titre être Mabille du Hommet, puisqu'elle lui a apporté deux importantes baronnies de la Manche, celles de Remilly et Marigny, entre Coutances et Saint-Lô, qui étaient aux du Hommet. On retrouve dans ce mariage la tendance à l'endogamie des familles de compagnons de Guillaume et de grands officiers de Normandie, qui va perdurer après la réunion à la France : les du Hommet, qui sont dits descendre du demi-frère de Guillaume le Conquérant, Odon de Bayeux, ont en effet été connétables de Normandie.
Richard II a eu quatre fils, Enguerrand, Guillaume, Jean et Nicolas. C'est Guillaume II qui succède à son père, et après lui un fils de Jean, Richard III, qui va continuer la tradition en épousant Alix Bertrand, fille de Robert VII Bertrand, seigneur de Briquebec ; il s'agit, on l'aura compris, d'une famille de compagnons de Guillaume. Alix est la sœur de Robert VIII Bertrand, maréchal de France. On impute à Richard III l'achat de la terre et du château de Gonneville, dans la Manche, qu'il va reconstruire et habiter.
Les deux fils de Richard III se partagent ses considérables domaines : à l'aîné, Guillaume III, la baronnie de Courcy, au cadet, Jean, les baronnies de Remilly et Marigny. Par alliance, elles iront ensuite aux Malesmains et aux Montauban, avant d'être érigées en marquisat pour les Rohan. À Guillaume III succède son fils Geoffroy, mort à la bataille de Crécy en 1346. Il avait épousé Marie d'Estouteville, fille de Robert V et Marguerite de Hotot. On est encore une fois dans une famille de compagnons de Guillaume, parente des Courcy par la mère de Robert VI, une Bertrand, belle-sœur de Richard III. Geoffroy a eu trois enfants : Marie, épouse de Guillaume de Bricqueville, Richard IV, baron de Courcy, et Guillaume, tige de la branche de Bourg-Achard, dont il sera parlé plus loin.
Richard IV épouse Agnès de Mons, dont il a trois fils, Guillaume, Georges et Richard. Il a dû mourir vers 1381, car l'année suivante, c'est son fils Guillaume IV qui apparaît comme baron de Courcy. Commandant une compagnie à la suite de son père, il fait toutes les campagnes des années 1380 : Flandres, Écosse, l'Écluse, la Castille, la croisade de Barbarie (Tunisie). Charles VI le remarque et fait de lui son chambellan. Voilà Guillaume de Courcy et son épouse, Marguerite Paynel, installés à la cour et aussi proches du roi de France que leurs ancêtres l'avaient été du duc-roi. Mission ô combien délicate et périlleuse, ils sont chargés d'accompagner la princesse Isabelle qui part en Angleterre après son mariage le 1er novembre 1396 avec Richard II à Calais. Le mariage a été précédé de fêtes dans la région d'Ardres / Guines, au cours desquelles Isabelle a été présentée à son fiancé (miniature ci-contre). Le ménage Courcy est accompagné du jeune frère de Guillaume IV, Richard, prêtre et ancien curé de Courcy, qui fera office de secrétaire pour la reine. Marguerite veillera sur cette toute jeune fille et sera sa dame d'honneur. Distinction rarissime pour une étrangère, elle est faite dame de la Jarretière en 1399. La même année, le drame se noue et Richard II est jeté en prison par son cousin Lancastre qui le fera disparaître et prendra sa place. Marguerite de Courcy est sommée de rentrer en France, débarque à Boulogne et, selon Froissart, se précipite aussitôt à Paris pour prévenir le roi, mais la reine Isabelle est gardée par Henri IV qui veut lui faire épouser son fils, ce qu'elle refuse. Deux ans après, Charles VI envoie une mission diplomatique à Boulogne, dont fait partie Guillaume de Courcy, qui obtient le retour en France d'Isabelle.
En récompense de ses bons et loyaux services, il est nommé en 1404 capitaine gouverneur de Paris. Sa femme, de son côté, est dame d'honneur de la reine Isabeau. Mais leur train de vie, les faveurs dont ils jouissent, attisent les jalousies. Dans un brûlot écrit par une autre personne de la suite d'Isabelle, madame de Courcy est accusée d'avoir eu en Angleterre un train de vie excessif et d'avoir égaré nombre de bijoux de la jeune reine, dont certains de grand prix. Plus grave encore, on dénonce son mari comme responsable de fuites en direction d'Henri IV, et on explique qu'il a agi ainsi parce qu'il était toujours pensionné par les Anglais. Le fait est que les Courcy ont été comblés de cadeaux à leur départ : pension de cent livres par an pour le ménage, de quarante marcs pour Richard, et droit accordé à Guillaume IV d'exporter vers l'Angleterre du blé en franchise de droits de douane! Mais le roi le soutient et demande au Parlement de le laver de tout soupçon, ce qu'il fait. Guillaume IV, qui a démissionné de son poste de capitaine gouverneur, garde celui de conseiller et chambellan du roi.
C'est sans doute grâce à son appui que son frère, Richard, qui l'avait précédemment accompagné en Angleterre, est nommé conseiller et aumônier du dauphin Louis, duc de Guyenne, un poste très difficile compte tenu des désordres et affrontements que connaît la capitale dans les années 1410, alors même que la maladie de Charles VI a mis le duc de Guyenne en première ligne. La mort prématurée du dauphin en 1415 interrompt sa mission et Richard se voit offrir en compensation une prébende de chanoine au chapitre de Bayeux. Mais 1415 est surtout l'année d'Azincourt, une hécatombe pour les Courcy : Guillaume IV, son frère Georges, ses deux fils Richard V et Guillaume V, tous périssent dans la bataille. La lignée continue néanmoins, puisque Richard V et Guillaume V ont eu chacun un fils.
L'aîné, Richard V, époux de Marie de Cussy, en avait eu Jean, baron de Courcy, mort en 1431 sans enfant. Le cadet, Guillaume V, avait épousé Anne d'Amphernet, qui lui avait apporté toute une série de fiefs qui complétaient remarquablement le cœur de la baronnie, notamment ceux de Magny-la-Campagne et de Vieux-Fumé, dont on reparlera. Il laissait un fils, Guillaume VI, né en 1413, qui devient baron à la suite de son cousin. Il épouse Charlotte de Léon, de la branche normande de cette grande famille bretonne alliée aux Rohan. Il en a une fille, Jeanne, épouse de Jehan d'Ochencourt, et trois fils : Thomas, l'aîné, Guillaume VII, tige de la branche de Magny, et Robert, prêtre et curé de Saint-Marcouf. C'est à l'époque de Guillaume VI que se noue le drame qui va engloutir la baronnie : il va vivre très longtemps et il aura un fils très dépensier, qui, las d'attendre son héritage, s'est endetté largement auprès de bourgeois de Rouen. Guillaume VI a dû mourir vers 1500, car l'année suivante, Thomas essaie de vendre la baronnie pour 15 000 livres, sous réserve d'usufruit. L'intervention de son frère Robert, par clameur de haro, fait échouer l'opération. Thomas meurt peu après et en 1503, Robert, nouveau baron de Courcy, produit un aveu et dénombrement pour la baronnie. Mais il n'a d'autre choix pour payer les dettes de la succession que de la vendre à Geoffroy Hébert, évêque de Coutances et fils de Jean Hébert d'Ansauvillers, général des finances de Louis XI. C'est à lui que l'on doit le portail gothique à ses armes de la chapelle Sainte-Catherine du château.

### La branche de Bourg-Achard, Jean de Courcy

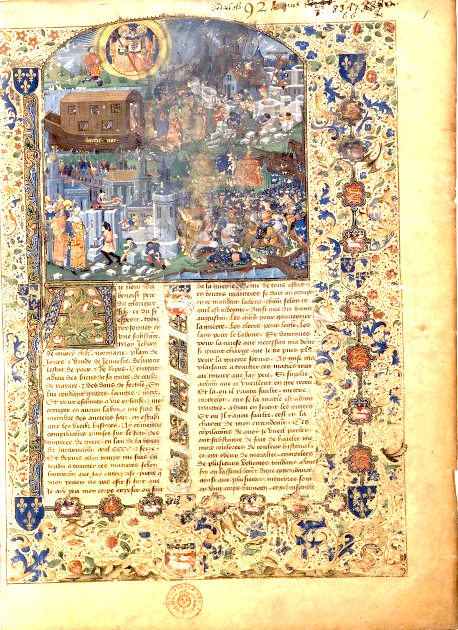
La Bouquechardière, BNF Ms 2685 f. 1.

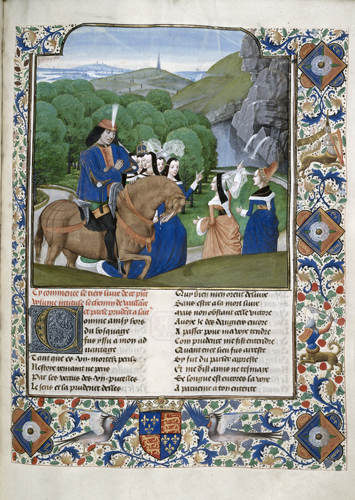
le Chemin de Vaillance, Royal 14 E II, f. 194. The British Library.

Elle commence à Guillaume de Courcy, deuxième fils de Geoffroy et Marie d'Estouteville. Il épouse Jeanne Malet de Plasnes, qui appartient à la grande famille des Malet de Graville, encore et toujours des compagnons de Guillaume. Mais ici, on change de région. Cantonnés dans le sud du Calvados et le nord de l'Orne, les barons de Courcy avaient fait de brillantes incursions dans la Manche et s'en étaient tenus là. On arrive avec les Malet de Plasnes dans l'ouest de l'Eure. Le père de Jeanne, Jean Malet, a eu une deuxième fille mariée à Robert d'Auvrecher. À la mort de Jean en 1363, ce ménage hérite de Plasnes, et le ménage Courcy de Bourg-Achard. Beau fief en vérité, digne de former une baronnie : il s'étend dans l'Eure à Notre-Dame-du-Hamel, Mélicourt, Saint-Denis-d'Augerons, Mesnil-Rousset (quatre communes voisines au sud d'Orbec), et Glos-sur-Risle. À Bourg-Achard, les Courcy résideront au château du Faÿ.
Le ménage Courcy a trois enfants : Guillaume, mort jeune, Élisabeth, épouse d'un Patry, et Jean, qui fait partie des Courcy d'exception. Né en 1360, ni preux chevalier, ni grand administrateur, c'est avant tout un lettré, un homme d'une grande culture, aux connaissances encyclopédiques, capable aussi bien de disserter sur la mythologie, les auteurs classiques ou l'art de la guerre, que de délivrer des messages de morale chevaleresque. Après des années à fréquenter les bibliothèques et les académies littéraires à Rouen, le choc d'Azincourt et de l'envahissement de la Normandie le poussent à se renfermer dans son château et à se réfugier dans l'écriture. Cela nous donne un premier ouvrage baptisé Compilations, mais plus connu sous le nom de manuscrit de la Bouquechardière (déformation de Bourg-Achard). Béatrice de Chancel, dans sa thèse consacrée à cet ouvrage, en parle ainsi : La Bouquechardière est une ample compilation d'histoire antique, qui couvre toute l'histoire de Noé à la naissance du Christ, et qui fut écrite vers 1420. Elle appartient à un genre très apprécié au XVe siècle... Son originalité est d'avoir été écrite par un laïc... hors des cours royales ou princières et d'avoir connu le succès, avec plus de trente manuscrits conservés.
L'ouvrage, achevé vers 1422, ne sera diffusé qu'après la mort de Jean de Courcy et le départ des Anglais de Normandie. Les ateliers rouennais sont les premiers à s'en emparer mais d'autres ateliers en France et hors des frontières en produiront des exemplaires, tous à destination de familles de haute noblesse. La BNF en conserve plusieurs, splendidement enluminés, ainsi que Chantilly, Bruxelles, Berlin, Copenhague, La Haye, Genève, Londres ou Saint-Pétersbourg.
En 1424, Jean de Courcy reprend la plume pour écrire le Chemin de Vaillance ou le songe doré, un immense poème de 40 000 vers. Sylvie Lefèvre écrit qu'il emprunte cette fois à la tradition du voyage allégorique en songe...: le narrateur part vers le jardin de Vaillance en compagnie de Désir, Prouesse, Hardiesse... Il rencontre en chemin l'opposition de Chair, Luxure, etc., avant d'avoir la vision finale et éblouissante de Dame Vaillance. Venant d'un noble chevalier normand, le style surprend par sa poésie, sa vivacité et même sa crudité : des passages comme l'arrivée chez Gloutonnye ou la rencontre avec Désir font penser à du Rabelais ! Blanche Doris Dubuc a consacré une thèse à cet ouvrage. Ici, et sans doute en raison de l'ampleur du texte, point de succès d'édition, l'ouvrage n'est connu que par un seul exemplaire, éblouissant, réalisé à Bruges pour le roi Édouard IV. Le docteur Scot McKendrick, de la British Library, pense que le roi utilisait des rabatteurs bourguignons pour lui trouver des textes à enluminer, qui devaient connaître les héritiers de l'auteur en raison du précédent de la Bouquechardière. La miniature ci-contre (folio 194) représente Jean de Courcy entouré des Vertus.
Jean de Courcy, mort en 1431, a été marié deux fois, d'abord avec Marie Malet de Graville, appartenant à la branche principale des Malet, puis à Jeanne de Tonneville. De cette dernière, il a reçu trois fiefs, celui de Fontaine-le-Dun près de Dieppe, celui de la Marotte sur Berthouville et Boisney, et celui de Thouberville sur la Trinité et Saint-Ouen-de-Thouberville. Il a eu cinq enfants, Charles, marié à Marie de Tonneville, Richard, époux de Colette de Léon, Artus, Jean et Jeanne, mariée à Geoffroy des Hayes, cadet de famille des d'Espinay (descendance d'Espinay Saint-Luc). Après la mort du fils et héritier de Charles en 1476, la seigneurie de Bourg-Achard a été décrétée, et perdue pour la famille.

### La branche de Magny-la-Campagne

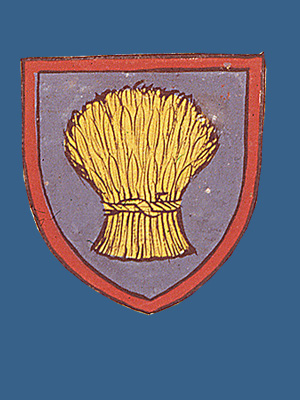
Armes des Braque.

Rosslyn chapel

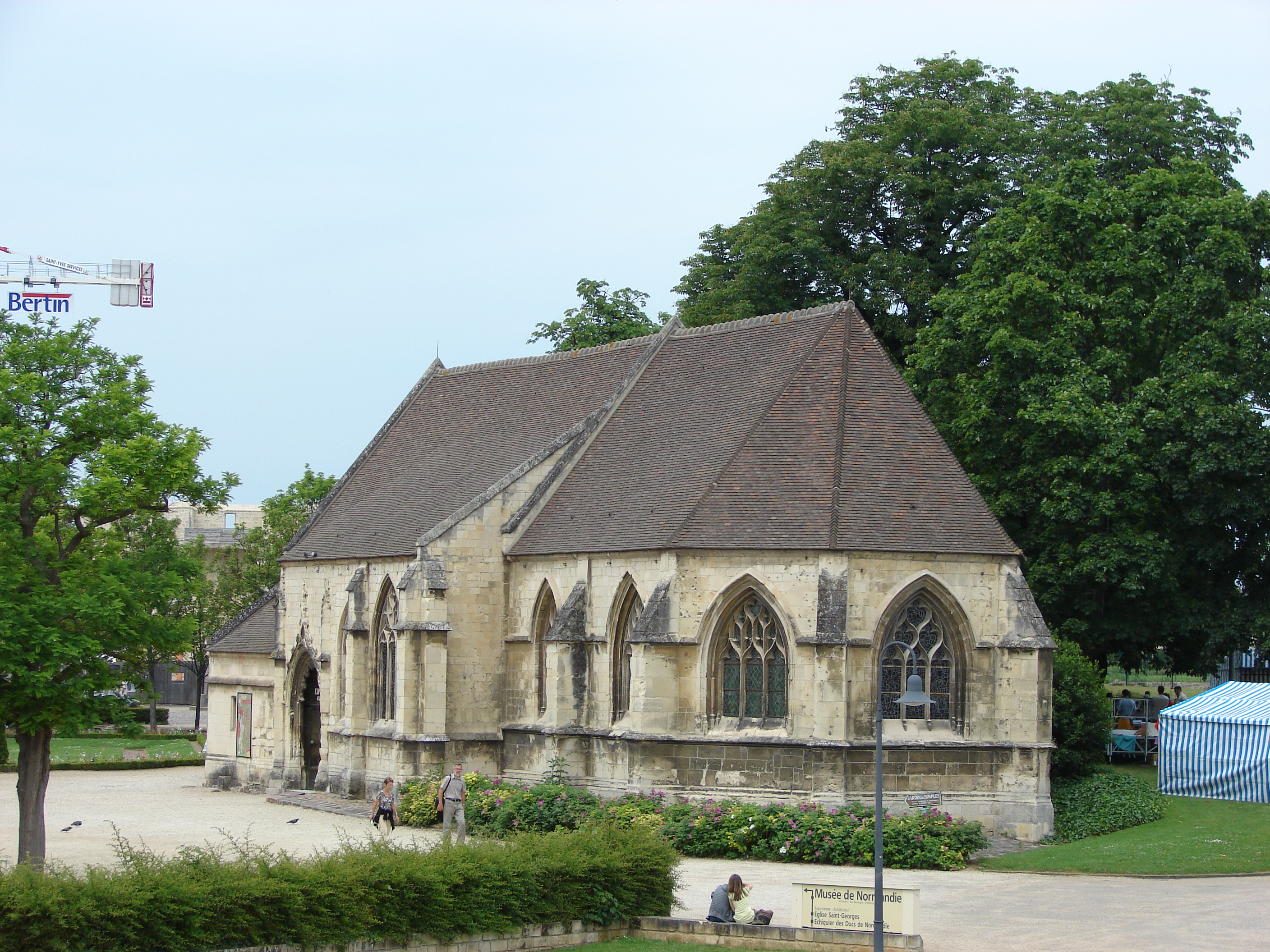
L'église Saint-Georges du château de Caen.

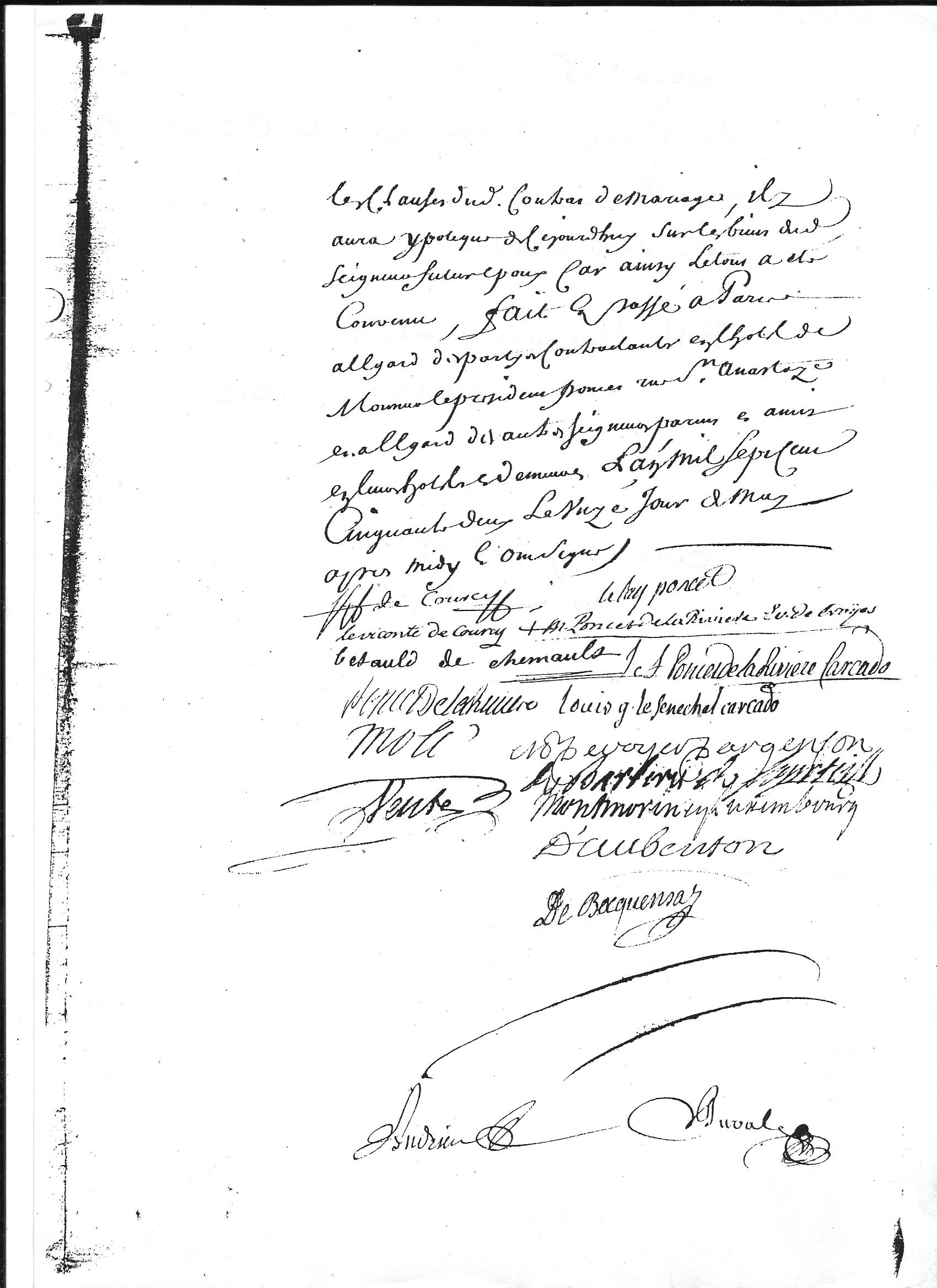
Le mariage Courcy-Betauld en 1752.

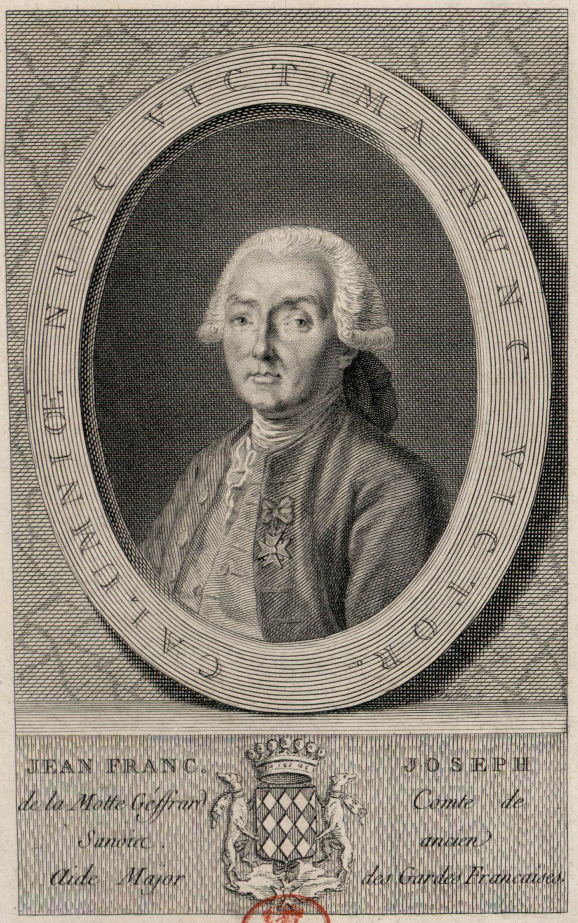
le comte de Sanois.

Issue de Guillaume VII, cette branche commence avec son fils Pierre, qui a hérité de son oncle Robert la seigneurie de Magny-la-Campagne. Cette seigneurie est, comme Courcy, dans la région de Saint-Pierre-sur-Dives. Ruinée par l'inconséquence de Thomas de Courcy, la branche de Magny va peu à peu se relever grâce à de solides alliances, jusqu'à briller à la cour de Versailles sous Louis XVI. Il est vrai qu'elle conserve tout son prestige de descendants de compagnons de Guillaume le Conquérant. Pierre épouse Marguerite de Braque, issue non pas d'une famille de vieille noblesse comme le prétendent l'abbé Le Laboureur et d'Hozier, mais de banquiers lombards, les Bracca, passés au service des rois de France. Devenus proches conseillers de Charles V, ils ont amassé une fortune considérable et conclu des alliances avec les plus grandes familles du royaume, Montmorency et Châtillon, entre autres. Deux duchés ont par la suite été taillés dans leurs possessions ! Marguerite est la fille de Pierre Braque, seigneur de Blémur à Piscop. Les Braque ont eu de nombreux fiefs autour d'Écouen : sur Piscop, ils ont eu aussi le Luat, et des fiefs à Villetaneuse, Stains, Sarcelles et Saint-Brice-sous-Forêt, peut-être hérités des Montmorency. Ils ont également possédé toute une partie du Marais. Le père de Marguerite de Braque, Pierre, était venu en Normandie pour exercer différentes fonctions auprès du duc d'Alençon, ce qui l'avait rapproché des Courcy.
Le fils de Pierre, Guillaume VIII, épouse en 1544 Marie de Corday, de la famille bien connue étudiée par Bertrand Paris et Paul Leportier. Trois générations plus loin, on trouve Jacques II de Courcy, seigneur de Vieux-Fumé, qui fait une carrière militaire, successivement capitaine au régiment de Grancey en 1659, puis au régiment d'Herbouville en 1665. Il en sera récompensé par le poste de major des ville et château de Caen, où il seconde le gouverneur. Cela lui vaut d'être enterré dans l'église Saint-Georges du château de Caen. Son fils Jacques III fait à nouveau un mariage intéressant : il épouse en 1686 Charlotte de Saint Clair. Les Saint Clair sont originaires de Saint-Clair-sur-l'Elle, dans la Manche. Deux membres de la famille ont combattu à Hastings et obtenu d'importants domaines en Angleterre, un troisième a fondé la branche écossaise de cette famille. Faits barons de Rosslyn, un domaine devenu mythique par la suite, très proches des rois Bruce et Stuart, ils sont surtout connus par le personnage d'Henry Saint Clair, comte ou prince des Orcades à la suite de son grand-père maternel et imprégné de la culture viking. Il est réputé avoir dirigé une expédition en Amérique du Nord cent ans avant les voyages de Christophe Colomb. C'est un de ses petits-fils qui, comme beaucoup de cadets de famille, est venu en France pour s'enrôler dans la garde écossaise de Charles VII. Il est à l'origine de la branche française de cette famille, fieffée dans l'Eure et l'Orne, dont descend Charlotte. Quant aux Saint Clair d'Écosse, la majorité d'entre eux a changé son nom en Sinclair par la suite. Marie Stuart les a faits ducs d'Orkney (des Orcades). Ils sont regroupés dans le clan Sinclair. Comme son père, Jacques III de Courcy a exercé la charge de major des ville et château de Caen. Il est donc lui aussi enterré dans l'église Saint-Georges. Celle-ci a été récemment restaurée de façon superbe.
Charlotte de Saint Clair avait apporté à son mari l'important fief de Beauche en Eure-et-Loir. C'est pour cette raison que leur fils François quitte la Normandie pour s'occuper de son nouveau domaine. Il épouse en 1715 à Verneuil-sur-Avre Marie-Anne de Mauduit, très confortablement dotée, et exerce dans cette ville la charge de lieutenant du roi et de nos seigneurs les maréchaux. Il est à l'origine de la branche dite de Montmorin des Courcy, qui a été étudiée par Bernard Lizot. Tout en gardant une maison à Verneuil, il a en effet vendu les fiefs hérités des Saint Clair (Beauche, Rengeville et Genêteux) pour en acheter plusieurs, dont celui de Montmorin, sur la commune de Roman, entre Breteuil et Damville dans l'Eure ; ces fiefs avaient été la propriété de la famille d'O ; il a par ailleurs racheté à la veuve de son cousin Constantin le fief de Magny-la-Campagne. Il a eu deux fils. L'aîné, François-Antoine, a vécu au château du Ménillet sur la commune de Dampierre-sur-Avre, lui venant de sa femme. Grand bailli d'épée de la ville d'Évreux à partir de 1761, il a présidé à ce titre l'assemblée préparatoire aux états généraux qui se tint en la cathédrale en mars 1789. Son fils Jacques, né en 1744, a épousé en 1769 une fille du marquis Louis de Chambray, propriétaire d'un imposant domaine situé juste à côté de Roman et Montmorin. Déjà propriétaire du château du Ménillet, il en a possédé deux autres sur la commune de Boissy-lès-Perche, les Grandes Haies et Philmain. Il a eu un fils, François (1770-1841), qui a été sous la Révolution un partisan royaliste acharné : dans l'armée des Princes, puis en Angleterre, puis envoyé en Bretagne auprès de Joseph de Puisaye, puis avec Cadoudal... Maintes fois pris, maintes fois évadé, il conspira même pendant les Cent-Jours !
Le second fils de François de Courcy et Marie-Anne de Mauduit est Pierre-François (1721-1790), seigneur à son tour de Magny-la-Campagne. On avait parlé des solides alliances de cette branche ; en voici une troisième : il épouse en 1752 Anne-Hyacinthe Betauld de Chemault, d'une famille de robe parisienne, descendant de Louis Betauld († 1684), président à la Chambre des comptes de Paris. Et, côté alliances pour ses quatre enfants, Louis Betauld avait été un virtuose : Poncet de La Rivière (puis Poncet et Bouton de Chamilly), de Creil (puis de Creil et de Hautefort de Saint Chamans, cousin des Samuel Bernard), Molé (puis Molé et Talon du Boulay), Béon-Luxembourg enfin, cousins des rois de France. L'appartenance à ce réseau va modifier sensiblement le statut des Courcy. Déjà, au contrat de mariage de Pierre-François de Courcy signent le président Poncet, Mathias Poncet de La Rivière, le duc de Montmorency-Luxembourg, le ministre Marc-Pierre d'Argenson, le président Molé... Pierre-François hérite de sa belle-mère, née Bonenfant, le fief de Magny-le-Freule, en plein dans l'aire géographique de la baronnie de Courcy ; cette proximité explique comment les Courcy ont pu connaître les Betauld. Les choses se précisent avec le fils de Pierre-François, né en septembre 1755 à Verneuil : il s'appellera Mathieu, en l'honneur de son parrain, le tout puissant Mathieu Molé, premier président du Parlement de Paris et gendre de Samuel Bernard. Entré aux écoles militaires en 1765, il est en 1777 capitaine des dragons du roi au régiment de Lanan, devenu régiment de Durfort en 1782 et caserné à Versailles. Le voilà sur place pour la consécration : après avoir fait ses preuves d'une noblesse remontant à 1400, il est admis aux honneurs de la cour le 21 février 1783 et donc autorisé à monter dans les carrosses du roi, auquel il sera présenté au cours d'une chasse. Il a deux excellentes références : son parrain Mathieu Molé, mais aussi sa tante Julie Louise Betauld, épouse Bibault de Misery, dite madame de Misery, première femme de chambre de Marie-Antoinette. Julie Louise, que le prince de Tingry, capitaine des gardes, ne manque pas de saluer d'un ostensible bonjour ma cousine (ils sont cousins par les Luxembourg), jouit de la confiance de la reine, au point que celle-ci viendra inaugurer le château qu'elle s'est fait construire à Biaches. La consécration versaillaise de Mathieu est parachevée l'année suivante : quand il se marie le 6 juin 1784, toute la famille royale signe au contrat.
Il épouse Philiberte Marie Geffrard de La Motte, qui lui donnera trois filles, mariage semble-t-il heureux mais qui lui fera vite oublier les fastes versaillais. Le problème viendra du beau-père, Jean-François Geffrard de La Motte, comte de Sanois, enragé libelliste, aussi agité que procédurier, qui entraînera contre son gré Mathieu dans des procès à répétition aux conséquences sérieuses, pas seulement pour la famille, aussi pour la monarchie. Le comte de Sanois avait épousé en 1761 Anne Louise Rulault de Sanois, fille d'un grand chambrier au Parlement de Paris. Il avait vendu son château breton et s'était lancé dans des dépenses telles que l'achat du fief de La Houssoye, au sud-ouest de Beauvais, où il avait entrepris de construire un château. Un procès avec son voisin l'amène à vendre son domaine en 1779. Il rachète en 1781 le fief de Pantin avec un petit manoir qu'il fait agrandir. La situation se détériore avec sa femme qui l'accuse de dilapider sa fortune. Ils se disputent même sur l'opportunité du mariage Courcy. En 1785, criblé de dettes, il s'enfuit en Suisse. Sa femme, qui connaît le lieutenant de police Lenoir, obtient de lui une lettre de cachet. Il est ramené manu militari et jeté à Charenton où il passe huit mois. À sa libération, il saisit l'avocat Pierre Louis de Lacretelle. Ce sera le début d'une cause célèbre, car Lacretelle, à coup de factums, va transformer le procès en réparation en procès contre l'iniquité des lettres de cachet, et donc contre la monarchie absolue, avec l'aide active des rédacteurs des Mémoires secrets ! Çà ne pouvait plus mal tomber. Et Mathieu, bien malgré lui, sera obligé de témoigner. Son beau-père obtient réparation sous la forme d'une pension versée par sa femme. Le vent nouveau qui souffle en 1789 incite ce dernier à prendre part au débat en publiant pas moins de cinquante textes politiques, dont les révolutionnaires ne lui sauront aucun gré puisqu'ils le jetteront en prison.
La branche de Magny-la-Campagne s'arrête là puisque Mathieu n'a eu que trois filles. Sa sœur Marie-Françoise, qui avait épousé un La Rivière Pré d'Auge (encore une famille de compagnons de Guillaume) a hérité du fief et du château de Magny-le-Freule, que ses descendants Soultrait ont fini par vendre. Des trois filles de Mathieu, l'aînée, Cécile Anne Françoise, a épousé Joseph Louis de La Porte, marquis de Lissac (descendance de Tisseuil et de Bentzmann), la deuxième, Françoise Cornélie, s'est mariée à Charles de Tryon (descendance famille de Maillard, de Wavrechin, Le Proux de La Rivière, de Kervasdoué, de Montfort et de Moustier), la dernière, Adélaïde, a épousé Jacques de Colombel (descendance de Colombel, du Boscq de Beaumont, Pantin de La Guère, d'Aleyrac, Collard, d'Erceville, de Chassey et de Maistre). C'est elle qui avait hérité du fief et du château de Sannois à Annet-sur-Marne, venant des Rulault de Sanois. Son fils, Alfred de Colombel, a été mal inspiré quand il a décidé de reconstruire ce château...

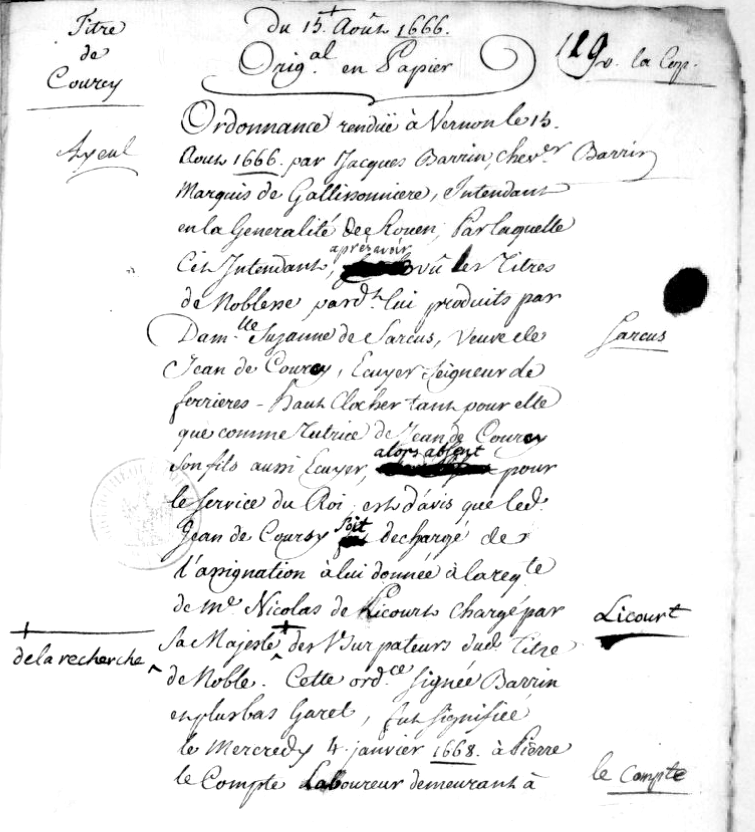
Maintenue de noblesse du 15 août 1666 pour Jean de Courcy, seigneur de Ferrières-Haut-Clocher, fils de feu Jean de Courcy et de Suzanne de Sarcus.

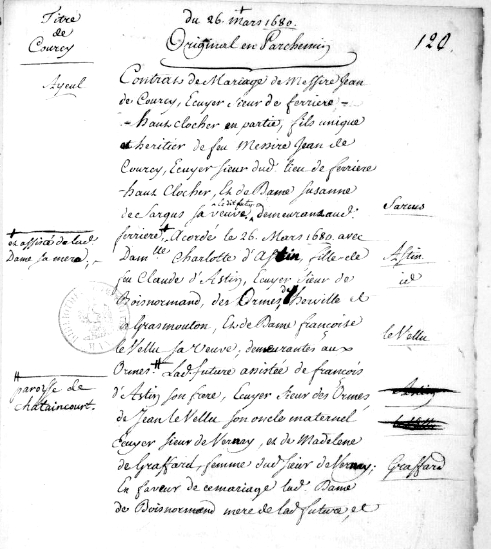
Contrat de mariage du 26 mars 1680 de Jean de Courcy, écuyer, sieur de Ferrières-Haut-clocher, fils unique et héritier de feu Jean de Courcy et de Suzanne de Sarcus, sa veuve.

### La branche du Plessis-Bouquelon et de Ferrières-Haut-Clocher
Cette branche est issue de Georges de Courcy, frère de Guillaume IV, qui avait épousé une fille de Guy V de La Roche, seigneur de La Roche-Guyon. Leur fils unique, Richard de Courcy, fera entrer dans le patrimoine familial les fiefs du Plessis-Bouquelon (commune de Bouquelon) et de Roys (commune de Saint-Ouen-des-Champs), proches du Marais-Vernier, en épousant Jeanne de Mellemont. Un de leurs descendants, François III de Courcy, seigneur du Plessis-Bouquelon, de Gauville, de Ferrières-Haut-Clocher et de Saint-Cloud en Auge était en bas âge ainsi que ses sœurs quand mourut leur père. Sa mère Françoise de Monney s'étant remariée, leurs biens furent confiés à des tuteurs dont la mauvaise gestion l'obligea en 1603 à vendre les terres de Gauville, de Saint-Cloud et du Plessis-Bouquelon pour payer la dote de ses sœurs et ses dettes de minorité. Marié en 1598 avec Judith de Mahiel, il eut pour fils Jean II de Courcy qui suit, Guillaume de Courcy, seigneur du Bois-Morin, marié à N. Flamen dont Georges, prêtre et curé de Caillouet.
Jean II de Courcy, seigneur de Ferrières-Haut-Clocher, (mort avant 1666) épousa en 1643 Suzanne de Sarcus dont il eut un fils unique Jean III de Courcy, seigneur de Ferrières-Haut-Clocher qui suit. Le 15 août 1666 au vu des titres produits par Suzanne de Sarcus, veuve de Jean de Courcy, écuyer, seigneur de Ferrières-Haut-Clocher, tant pour elle que comme tutrice de Jean de Courcy, son fils, aussi écuyer, alors absent pour le service du roi, Jacques Barrin de la Galissonnière, commissaire du roi, déclara que ledit Jean de Courcy est noble et d'ancienne race,,.
Jean III de Courcy, écuyer, sieur de Ferrières Haut-clocher en partie, fils unique et héritier de feu messire Jean de Courcy, écuyer, sieur dudit lieu de Ferrières Haut clocher et de la dame Suzanne de Sarcus, sa veuve, demeurant à Ferrières épousa le 26 mars 1680 Charlotte d’Astin. Il mourut au service et laissa de la femme : 1. Jean ; 2. Louis-Charles ; 3. Jacques-François ; 4. Marie-Françoise ; 5. Marie. La branche de Ferrières s'éteignit à la fin du XIXe siècle.

### La branche anglaise

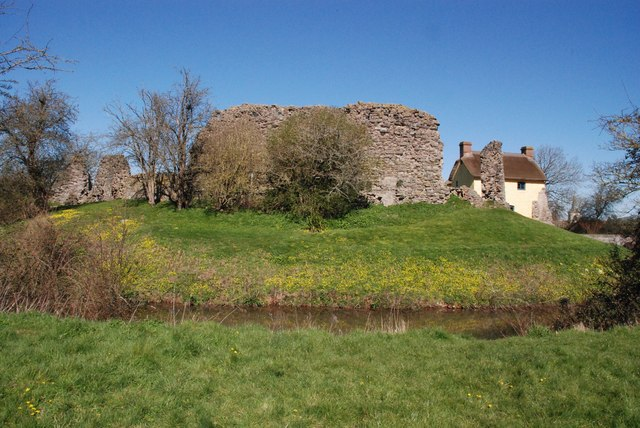
Château de Stoke-Courcy.

Armes des Courcy anglais.

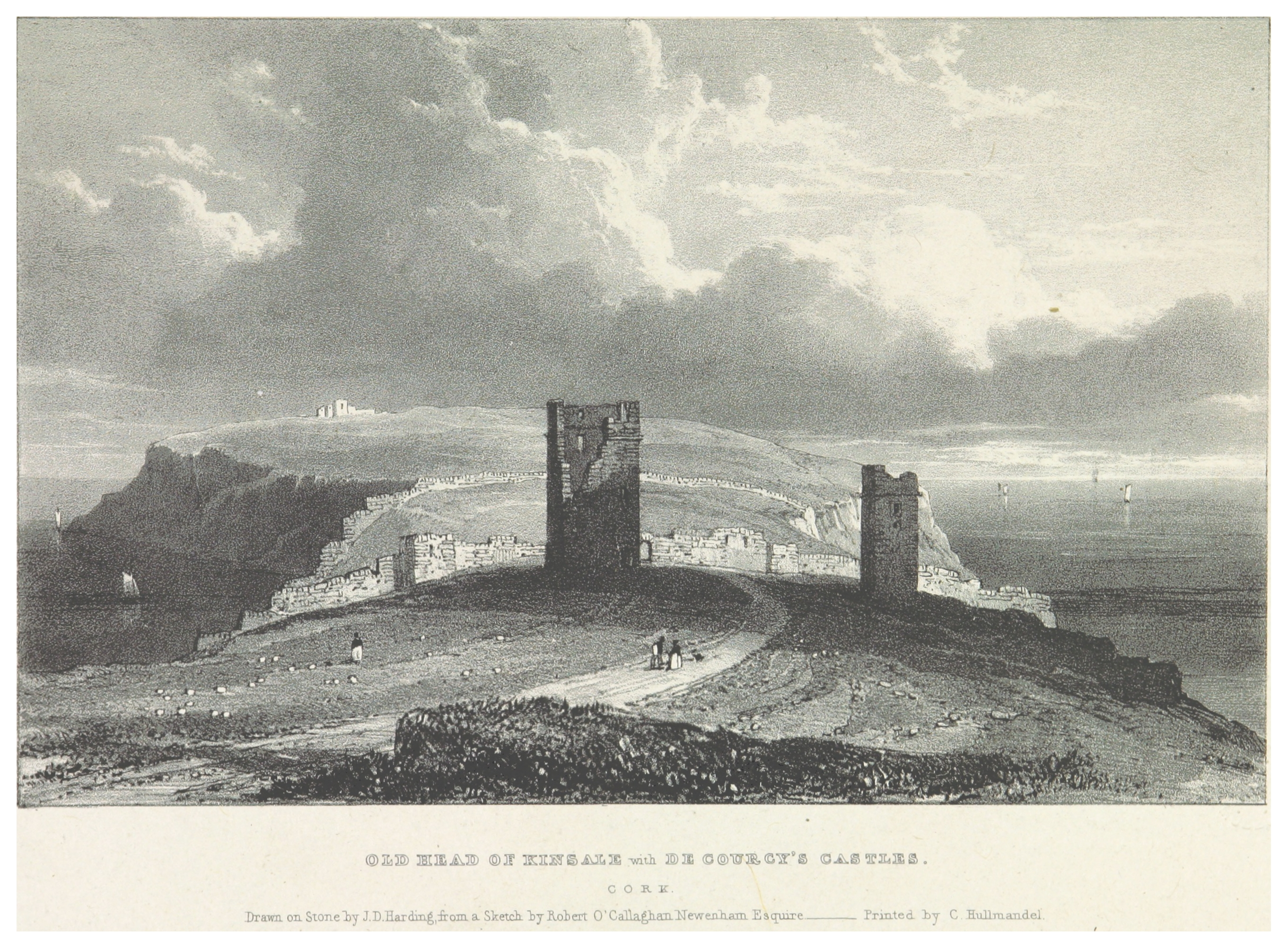
Ruines du château de Old Head.

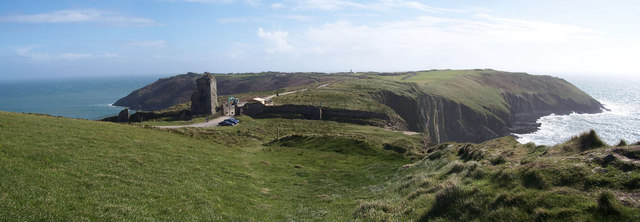
Old Head, état actuel.

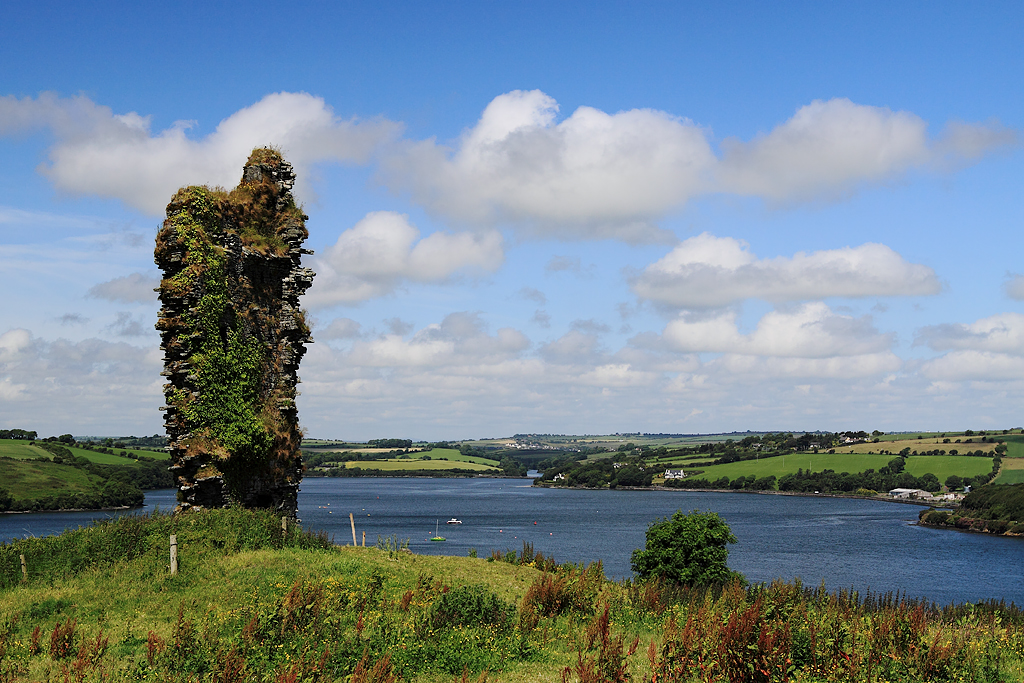
Ringrone, tour Courcy.

Les domaines de l'Oxfordshire reçus par Richard de Courcy lors de la Conquête sont allés à son deuxième fils, Guillaume, que l'on appellera donc William, pour éviter toute confusion avec les Courcy restés en Normandie. William fait un beau mariage : il épouse une fille de Guillaume de Falaise, cousin de Guillaume le Conquérant par le fameux tanneur, père d'Arlette. Ce mariage lui apporte l'honneur de Stoke, principalement dans le Somerset, dont dépendent vingt-cinq services de chevalier. Le fief de Stoke, situé sur la côte, devient Stoke-Courcy, transformé par la suite en Stogursey, où les restes du château (en) des Courcy subsistent, sur une motte entourée de douves en eau. William est, comme on l'a dit, dapifer du roi Henri Ier, attaché à ses résidences anglaises. Son fils William II fait lui aussi un beau mariage : il épouse Amicie (ou Avice) de Meschines, fille de Guillaume de Meschines et de Cécile de Rumilly, et petite-fille de Ranulph de Briquessart, descendant des ducs de Normandie et récompensé de son soutien par d'immenses domaines. Ceux qu'Amicie reçoit s'étendent sur pas moins de six comtés anglais. Sa sœur Alice, mariée à William Fitzduncan, reçoit la baronnie de Skipton, venant des Rumilly.
William II et Amicie ont quatre fils : William III, Jordan, Robert et Richard. William II meurt vers 1130 et sa veuve se remarie avec Guillaume Paynel de Drax. La série des belles alliances continue avec William III qui épouse Gondrée de Varenne, petite-fille du puissant Guillaume II de Varenne, comte de Surrey, et d'Isabelle de Vermandois, de la famille royale capétienne. William III est lui aussi dapifer du roi. Il meurt en septembre 1171, laissant deux enfants mineurs, William IV et Alice, dont la garde noble incombera au roi Henri II. Comme William IV est mort non marié avant 1195, c'est sa sœur Alice qui hérite de ses biens considérables. Elle s'est mariée deux fois : en premières noces, elle a épousé Henry de Cornhill (en) (dont une fille Joan, épouse d'Hugh de Neville (en)), en deuxièmes noces, elle s'est mariée à Warin Fitz-Gerald (en) (dont Margareth, épouse de Baudouin de Reviers, puis de Foulques de Bréauté), les maris et les gendres comptant tous parmi les plus importants seigneurs d'Angleterre. Les deux filles se partageront, avec difficulté, la baronnie de Meschines, le manoir de Nuneham, le château de Stoke et autres.
Entre-temps, un grand événement est survenu : la conquête de la Normandie par Philippe Auguste en 1204. Les familles sont sommées de choisir entre leurs biens français et anglais, un choix souvent difficile. Pour les Courcy, la décision est vite prise, car les Courcy anglais n'ont pas de fiefs en France et ceux des barons de Courcy en Angleterre sont fort réduits, et ils les donnent au comte d'Arundel, un d'Aubigny. Mais il est important de noter que cela ne rompt pas les liens entre les deux branches de la famille, car les Courcy anglais, qui ont soutenu le prieuré de Perrières tout au long du XIIe siècle, continuent de le faire. Alice de Courcy est morte vers 1225 et l'on pourrait considérer la branche anglaise comme éteinte s'il n'y avait eu un cadet de famille parti combattre en Irlande, le fameux John de Courcy, que Steve Flanders présente comme un fils de Jordan, né vers 1150, que de nombreux liens rattachent de toutes les façons aux Courcy anglais.
On se reportera à la notice de John pour les détails de sa vie, ses combats qui lui ont permis de se tailler un royaume en Irlande du Nord, et ses activités de bâtisseur d'innombrables châteaux. Il y a juste lieu de donner ici l'histoire de son combat singulier comme champion du roi d'Angleterre contre celui du roi de France, car ce qui apparaît comme une légende (sheer fiction, dit Round), a eu des conséquences sur toute la descendance. C'est au moment de la révolte des barons anglais contre Jean sans Terre : ils appellent à l'aide le roi de France qui envoie une armée conduite par son fils. Plutôt que de faire couler le sang, Jean sans Terre propose un combat singulier entre les champions des deux rois et choisit John pour le représenter. À sa vue, le champion du roi de France préfère décamper. Pour prix de ce succès, John demande le privilège pour lui et sa descendance de rester couvert devant le roi. Belle légende, sans doute, il n'empêche : au cours des siècles, les lords Kingsale se sont fait un point d'honneur d'exercer ce privilège. Plus fort : le comte de Kinsale, baron de Courcy, venu à Versailles le 1er octobre 1762 et présenté à Louis XV, est resté couvert devant le Roi en vertu d'un ancien privilège dont jouit sa famille.
En principe petit-fils de John de Courcy, Patrick de Courcy est le premier titulaire attesté (1221) de la longue lignée des lords Kingsale (en), premiers lords d'Irlande, barons de Kinsale, ce port bien connu du sud du pays. Ils détiennent deux autres titres de lord : Courcy et Ringrone, ce qui faisait dire plaisamment au 35e lord qu'on pouvait le prendre pour le représentant d'une firme de solicitors ! La succession de John de Courcy et la dévolution du fief de Kinsale ont été embrouillées à plaisir par les peerages. On sait seulement qu'Henry II avait donné précédemment cette partie du comté de Cork à Miles de Cogan, un collègue de John, qui a eu une fille Marjorie, épouse de Ralph FitzStephen, et on constate qu'en 1221, c'est Patrick qui contrôle ces domaines. Il est possible que Marjorie se soit remariée au père ou au frère de Patrick, mais on n'en a pas de preuves. Toujours est-il que les lords Kingsale établissent leur château sur le spectaculaire promontoire de Old Head (aujourd'hui, phare et golf), dont ils conserveront les ruines jusqu'à la fin du XXe siècle, et en construisent un autre non loin à Ringrone.
La longue lignée des lords Kingsale a été intimement liée à l'histoire de l'Irlande jusqu'au XIXe siècle et a siégé à la Chambre des Lords jusqu'à la suppression de la pairie héréditaire par Tony Blair. Ils ont laissé à Londres un souvenir marquant : le monumental tombeau érigé pour Almeric de Courcy (1664-1720) dans l'abbaye de Westminster ; l'épitaphe rappelle le fameux privilège de rester couvert devant le roi. Les lords Kingsale ont pu maintenir leur rang jusqu'à John (1941-2005), dernier lord de la lignée. Il avait bien commencé sa vie en entrant aux Coldstream Guards, mais a dû en démissionner à la suite des revers de fortune de son père. Par la suite, il a accumulé les petits métiers (odd jobs) pour finir sa vie, arthritique, dans un refuge pour nécessiteux du Somerset. Néanmoins, il avait suffisamment d'humour et d'intelligence pour tirer parti de son expérience de nouveau pauvre en participant à des émissions de télévision. Et avec l'aide financière de son cousin Kenneth, il a pu poursuivre des recherches sur l'histoire de sa famille avec une grande rigueur intellectuelle. Après sa mort en 2005, le chef de famille n'est plus anglais mais néo-zélandais.

## La baronnie au temps des Courcy et après

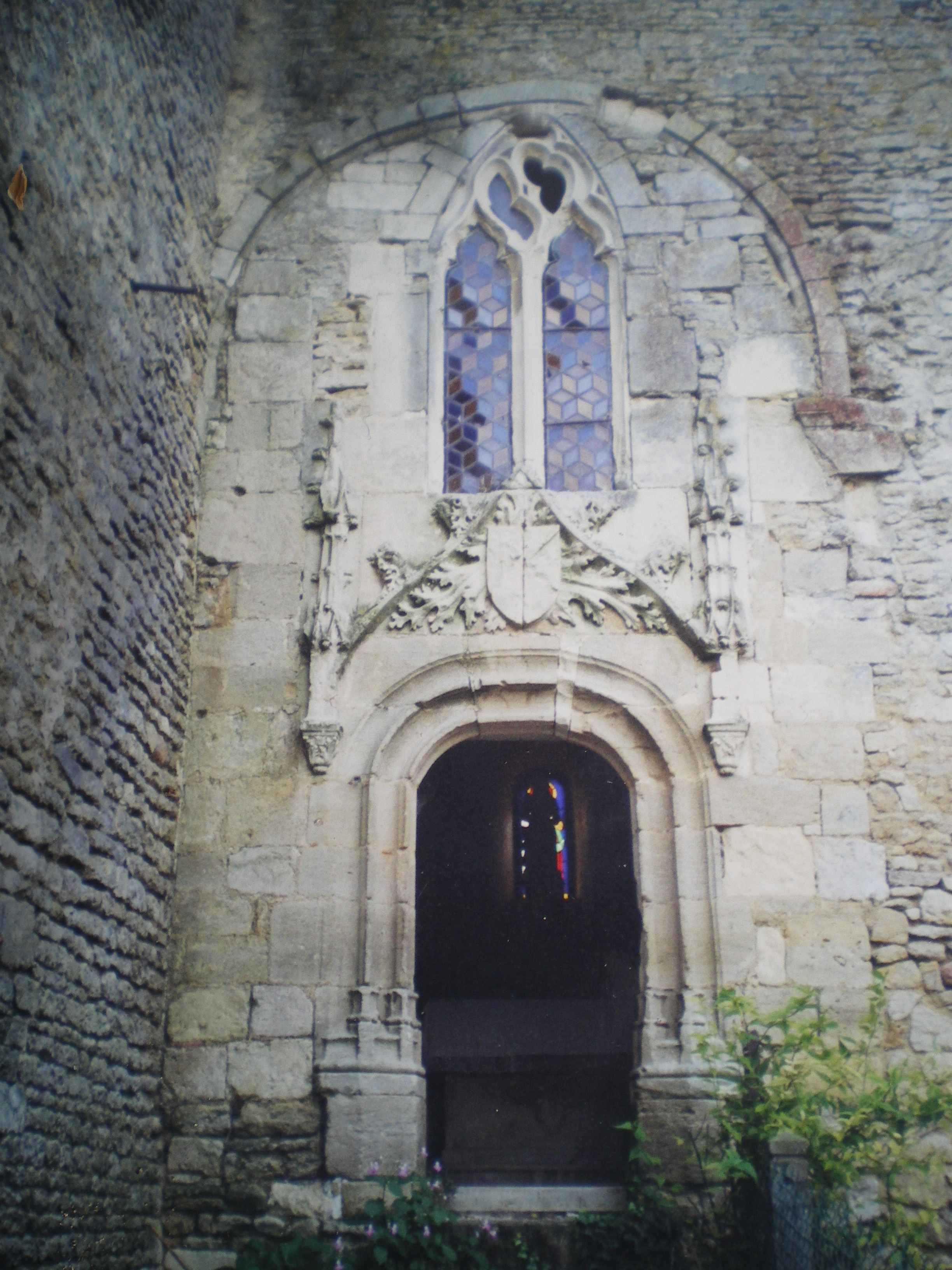
Château de Courcy, la chapelle du XVIe siècle.

Malgré les partages du XIIe au XIVe siècle (honneur d'Écajeul, baronnies de Remilly et Marigny, entre autres), la baronnie constitue encore au XVe siècle un ensemble très important. Son cœur reste dans le Calvados entre Falaise et Saint-Pierre-sur-Dives. Il comprend des fiefs sur Grainville, Soignolles, Épaney, Perrières, Bernières, Jort, Pont-de-Jort, Courcy, Lieury, Tôtes, Saint-Martin-de-Fresnay, Heurtevent, le Mesnil-Bacley, Tortisambert, Crouttes (Orne), Ammeville, Notre-Dame-de-Fresnay, Réveillon, Louvagny, Morteaux-Coulibœuf, Damblainville, Eraines, Versainville, Villy, Guibray, le Val-d'Ante, Rônai, Habloville et Ommoy (les trois derniers dans l'Orne).
D'après les aveux de l'époque, la baronnie compte sept extensions :
1. Dans l'Orne, à Courménil et Saint-Christophe, sachant qu'à proximité les Courcy de Bourg-Achard ont obtenu au XIVe siècle le fief de Fel et un autre sur la commune de Croisilles, provenant de la baronnie.
2. Dans la vicomté d'Auge, à Goustranville et Villers-sur-Mer.
3. Dans la vicomté de Bayeux, à Gefosse, Fontenay et le Manoir.
4. Dans la vicomté de Vire, à Étouvy et Gathemo.
5. Dans le Cotentin, trois ensembles : près de Montebourg, à Joganville et Azeville, dans la région de Saint-Vaast-la-Hougue, à Clitourps, dans la région de Carentan, à Saint-Sébastien et Sainteny.
6. Dans le pays de Caux, des fiefs qui ne sont pas cités, mais qui proviennent des d'Estouteville, dont on connaît les noms par d'autres actes et que Jeanne de Courcy apportera à son mari, Jehan d'Ochencourt.
7. dans la région de Rouen, sans détail des fiefs.

Quand Geoffroy Hébert a racheté la baronnie de Courcy, il en avait déjà acquis quelques années auparavant auprès des Bourbon un territoire situé principalement dans la Manche, dénommé baronnie de la Hougue, et vendu ou perdu par les Courcy un siècle auparavant. Clitourps, Gefosse-Fontenay, Joganville et Azeville constituaient sans doute des restes de cette baronnie gardés par les Courcy. À l'occasion d'une transaction de 1456, on sait où étaient les principaux fiefs qui formaient la baronnie de la Hougue : Saint-Vaast-la-Hougue, Quettehou, la Pernelle, Fontenay-sur-Mer, Audouville, le Ham, Hémevez, Saint-Cyr, Saint-Pierre-Église et un autre fief à Clitourps. À Fontenay-sur-Mer, on trouvait un château de Courcy. La baronnie de la Hougue fut démembrée en 1528 et un Le Berceur, de Cherbourg, acheta Fontenay-sur-Mer. Ses héritiers ont tout fait pour reconstituer la baronnie et même racheté des fiefs restés aux mains des Courcy au XVe siècle (Azeville, Gefosse-Fontenay). Ils ont aussi reconstruit le château de Courcy à Fontenay et obtenu l'érection du nouvel ensemble en marquisat de Fontenay-Saint-Marcouf. C'est la deuxième fois qu'on voit une partie de la baronnie de Courcy érigée en marquisat, après les Rohan à Marigny. Il y en a eu d'autres. Certains héritiers des Le Berceur ne résisteront pas à la tentation de se faire appeler marquis de Courcy...
Par succession des Hébert, la baronnie de Courcy est arrivée au XVIIe siècle entre les mains des Carbonnel de Canisy. Ces derniers l'ont vendue en 1658 aux d'Oilliamson, déjà fieffés en son cœur, à Coulibœuf. Chérin note qu'ils se feront appeler eux aussi marquis de Courcy à la fin du XVIIe, avant qu'un marquisat ne soit créé. Comme ils se sont fait construire un château moderne à Coulibœuf (la Madeleine), ils n'ont jamais habité Courcy.

## Héraldique
Les armes originelles de la famille de Courcy sont d’azur fretté d’or.
| Armes initiales de la famille de Courcy. | Armes pleines de la famille. |

En Irlande, la branche de barons de Kinsale (en) ont porté des armes différentes.
| Figure | Blasonnement                                         |
| ------ | ---------------------------------------------------- |
|        | D'argent à trois aigles de gueules couronnées d'or,. |